# Eukoenenia florenciae
Eukoenenia florenciae is een spinnensoort in de taxonomische indeling van de Palpigradi.
Het dier komt uit het geslacht Eukoenenia. Eukoenenia florenciae werd in 1903 beschreven door Rucker.